# 현악 6중주 (차이콥스키)

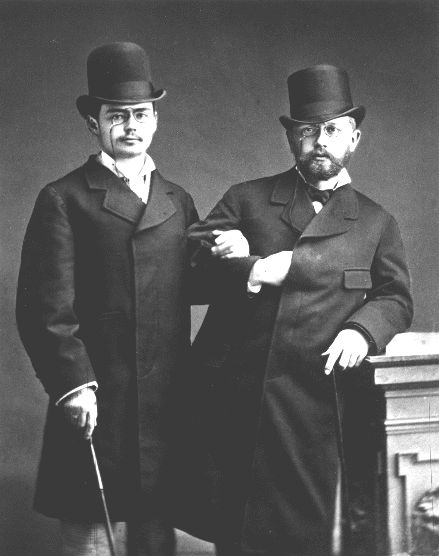

《현악 6중주 라단조 "피렌체의 추억" 작품번호 70》(프랑스어: Souvenir de Florence)은 표트르 일리치 차이콥스키가 1890년에 작곡한 현악 6중주이다. (바이올린 2대, 비올라 2대, 첼로 2대) 상트페테르부르크 실내악협회에서 차이콥스키를 명예 회원으로 임명하면서 이에 답례로 협회에 헌정한 곡이다. 이 작품은 전통적인 4악장 형식으로, 프랑스어로 "피렌체의 추억"이라는 이름이 붙어있는데, 그 까닭은 작곡자가 이탈리아의 피렌체에 방문한 중에 작곡을 시작했기 때문이다.

## 구조
- 1악장 알레그로 콘 스피리토 (Allegro con spirito) : D단조, 연주 시간 대략 10분
- 2악장 아다지오 칸타빌레 에 콘 모토 (Adagio cantabile e con moto) : D장조, 연주 시간 대략 11분
- 3악장 알레그레토 코르토 모데라토 (Allegretto corto moderato) : A단조, 연주 시간 대략 6분
- 4악장 알레그로 콘 브리오 에 비바체 (Allegro con brio e vivace) : D단조, 연주 시간 대략 7분

## 악곡 분석
첫 악장은 소나타 형식이며, 서주부 없이 격렬하면서도 가락이 아름다운 제1주제가 D단조로 등장한다. 제2주제는 관계조인 F장조로 훨씬 조용하며, 제1주제에서 자연스럽게 흘러가서 전개부와 재현부로 넘어가고, 짧은 코다로 마무리한다.
느린 2악장은 D장조로 맨 처음에 제1바이올린의 피치카토와 첼로의 반주로 순수하고 낭만적인 주제가 시작된다. 중간에 모든 악기가 멈추는 휴지부가 있고, 뒤 이어 첫 부분의 주제가 반복된다.
3,4악장은 뚜렷한 러시아풍으로 민속적인 선율과 리듬이 전개되어 앞 악장과 대조된다.

## 편곡
이 작품은 현악 오케스트라용으로 편곡되기도 하였다.